# Hans Bayens
Hans Bayens (Hastière-Lavaux, 12 november 1924 - Amsterdam, 19 juli 2003) was een Nederlandse beeldhouwer, schilder en tekenaar.

## Leven en werk
Bayens werd geboren in België als zoon van de Nederlandse kunstenaars Han Bayens en Elisabeth Polak. Hij deed zijn eindexamen aan het  Barlaeus gymnasium in Amsterdam en studeerde vervolgens aan het Nationaal Hoger Instituut voor Schone Kunsten in Antwerpen (1946-1949). Hij studeerde bij onder meer bij Isidore Opsomer, Julien Van Vlasselaer (en maakte in deze periode wandtapijten en wandschilderingen) en beeldhouwer Henri Puvrez. Na zijn studie vertrekt hij naar Parijs.  In 1952 keert Bayens terug naar Amsterdam om zich daar voorgoed te vestigen.
Bayens werkte als schilder in een impressionistische stijl. Hij maakte portretten van bekende Nederlanders als Willem Drees, Wim Kan, Maurits van Loon, Geert van Oorschot en Kees Verwey.  Als beeldhouwer maakte hij een aantal bronzen beelden van Nederlandse auteurs als Multatuli, Nescio, Theo Thijssen, Betje Wolff en Aagje Deken. Hij wordt wel gerekend tot de groep van Onafhankelijke realisten.
Bayens geloofde in directheid:
"Ik heb dat in Antwerpen ervaren, op de academie en stond verbaasd hoe die Vlamingen met hun onbezorgde directheid een naakt boetseerden in de klas. Daar werd met een joie de vivre gewerkt. Ik heb later veel profijt ondervonden van die tijd, van de jeu van die Vlamingen."
Volgens Neerlandicus, biograaf en publicist Nico Keuning wilde Bayens "de mens laten zien. Niet voor niets worden zijn beelden getypeerd als 'humanistisch realisme'."

## Werken (selectie)
- Vader, zoon, vogel (1960), Zwolle
- Schaftende arbeiders (1962), Amstelveen
- Moeder met Kind (1965), Amstelveen
- Bokspringende jongens (1966), Hilversum
- Cameraman (1966), Hilversum
- De Kaartspelers (1970), Gregoriuslaan, Bilthoven
- Cyrano de Bergerac (1970), Zwijndrecht
- Meisje op pony (1970), Zwijndrecht
- De Titaantjes/Hommage aan Nescio (1971), Amsterdam
- Begijnen (1971), Begijnhof, Breda
- Kind op pony (1971), Hilversum
- Moeder en kind (1972) Utrecht
- Het Toilet (1972), Minervaplein Utrecht
- Theo Thijssen (1972), Amsterdam
- C.C.S. Crone (1972), in de Bruntenhof, Utrecht
- De landman (1973), Rijnzichtweg / Buitenlust, Oegstgeest
- Vrijend Paar (1980), op de Kaasmarkt in Purmerend
- Fontein met beeld van Peter Stuyvesant (1981), West-Indisch Huis, Amsterdam
- De Veerman (1984), Heukelum
- Plaquette Annick van Hardeveld (1985), op het Hekelveld in Amsterdam
- Lopende vrouw (1985), Oldenzaal
- Willy Alberti - plaquette (1986), aan de Westerkerk, Amsterdam
- Multatuli (1987), Amsterdam
- De schaapherder (1987), Brink Heerde
- Wachtkamer (1987), Kerkplein, Leersum
- Kaatje (1989), bij restaurant Kaatje bij de Sluis in Blokzijl
- Herman Gorter (1990), Bergen aan Zee
- Johan Rudolph Thorbecke (1992), Zwolle
- Dikkertje Dap (1995) Kapelle
- Constantijn en Christiaan Huygens (1996), Voorburg
- Erfgooier (1997), Hilversum

## Fotogalerij

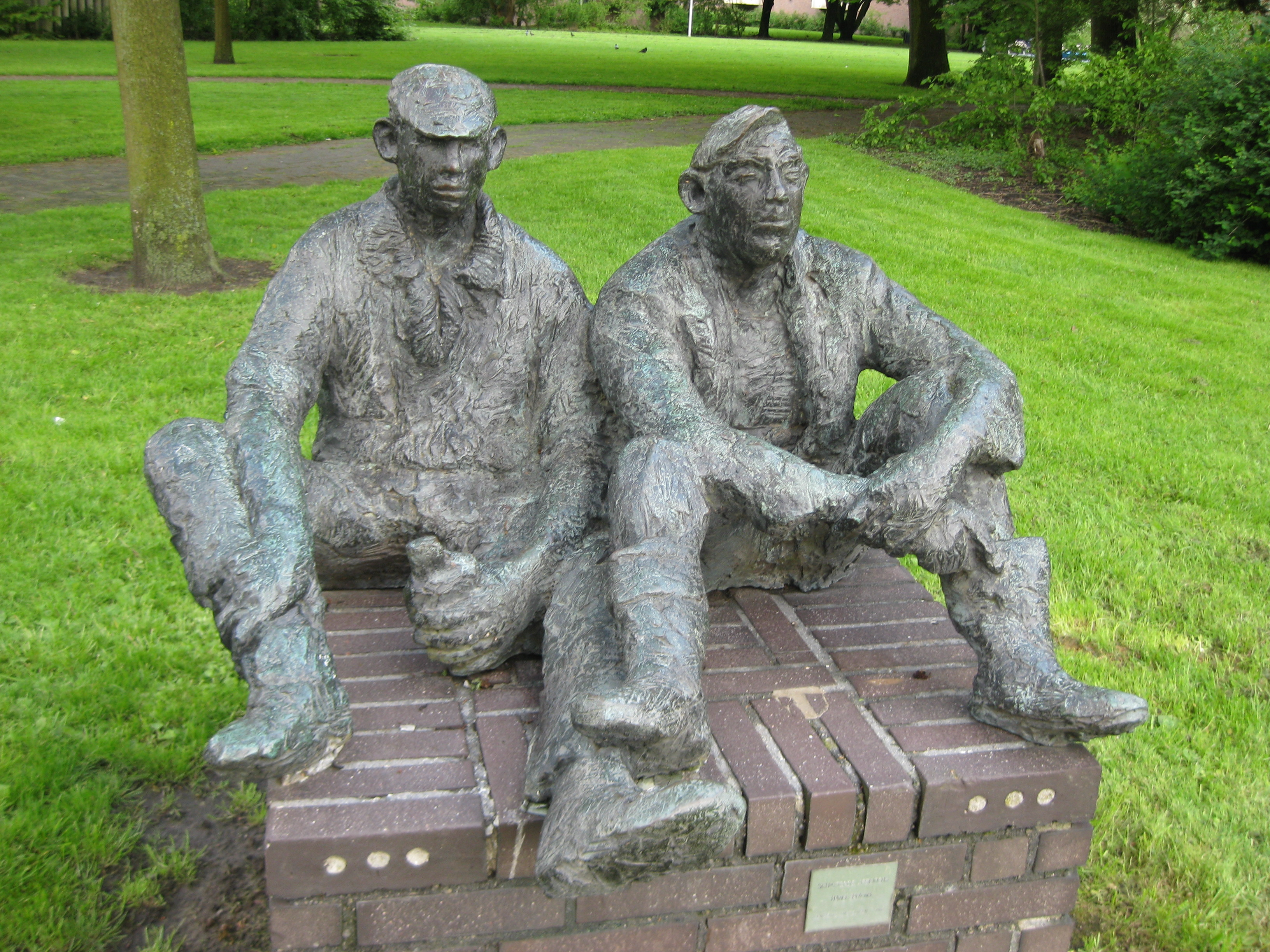
Schaftende arbeiders (1962), Amstelveen
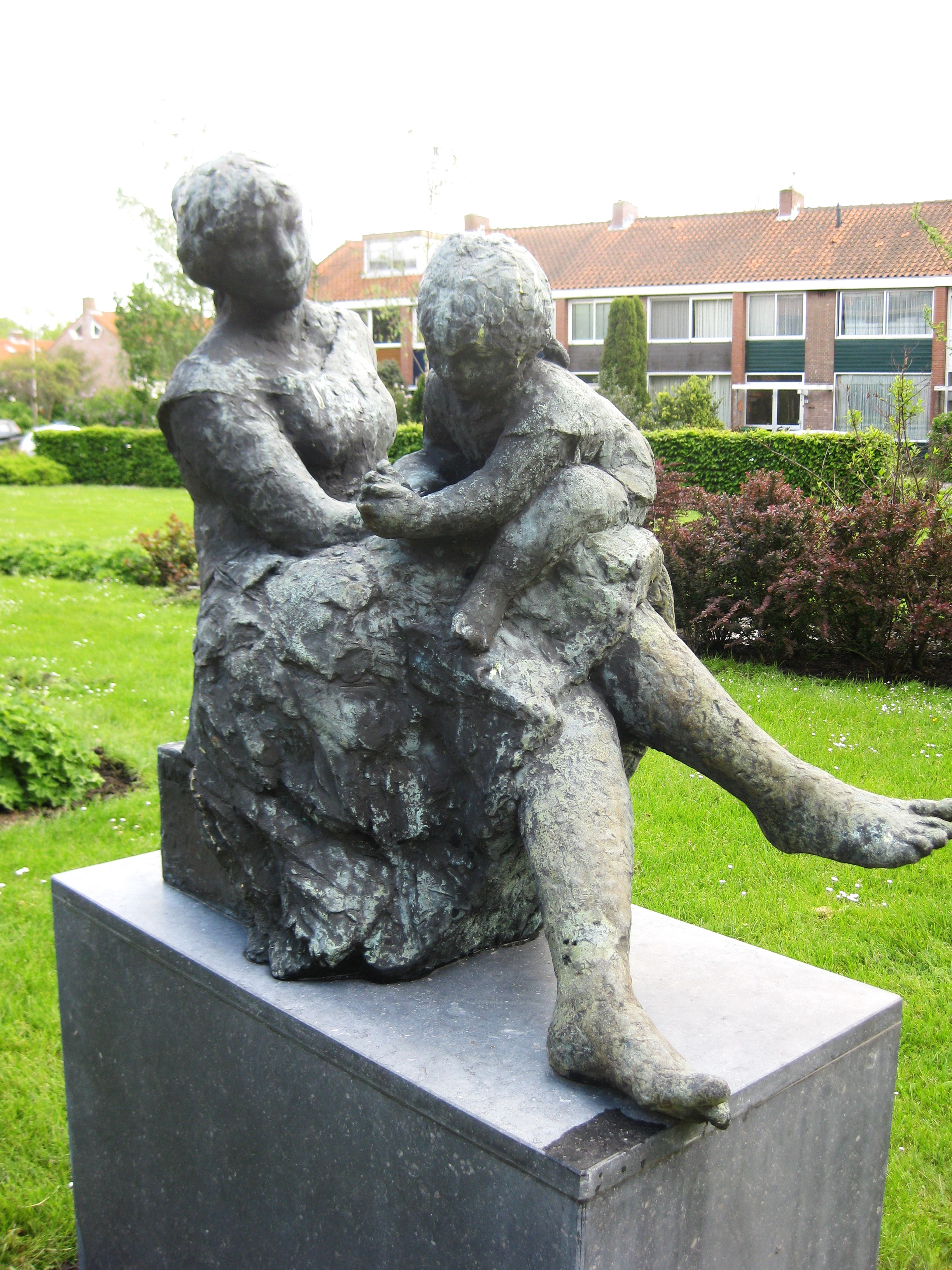
Moeder met kind (1965), Amstelveen
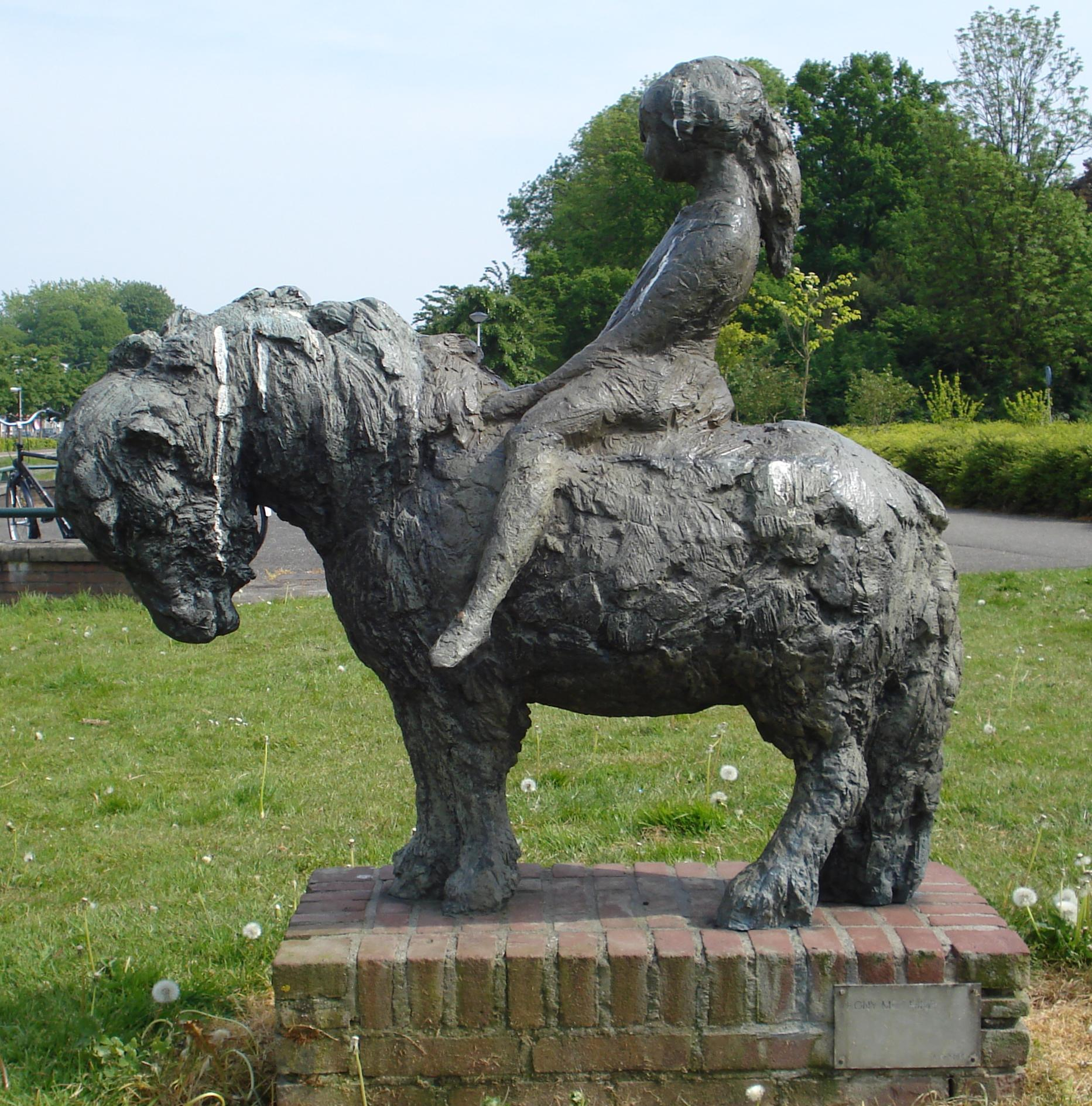
Meisje op pony (1970), Zwijndrecht
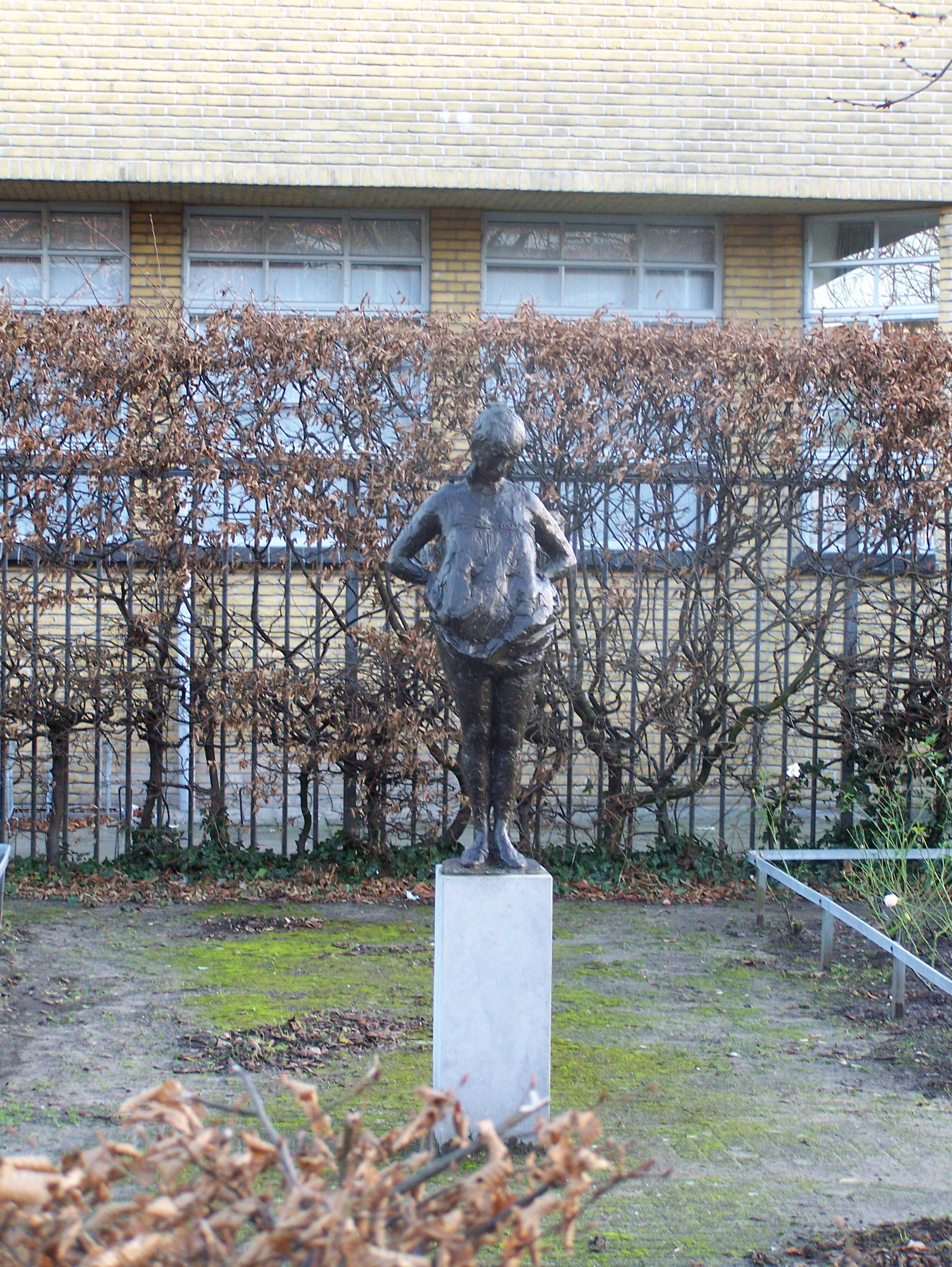
Het Toilet (1972), Utrecht
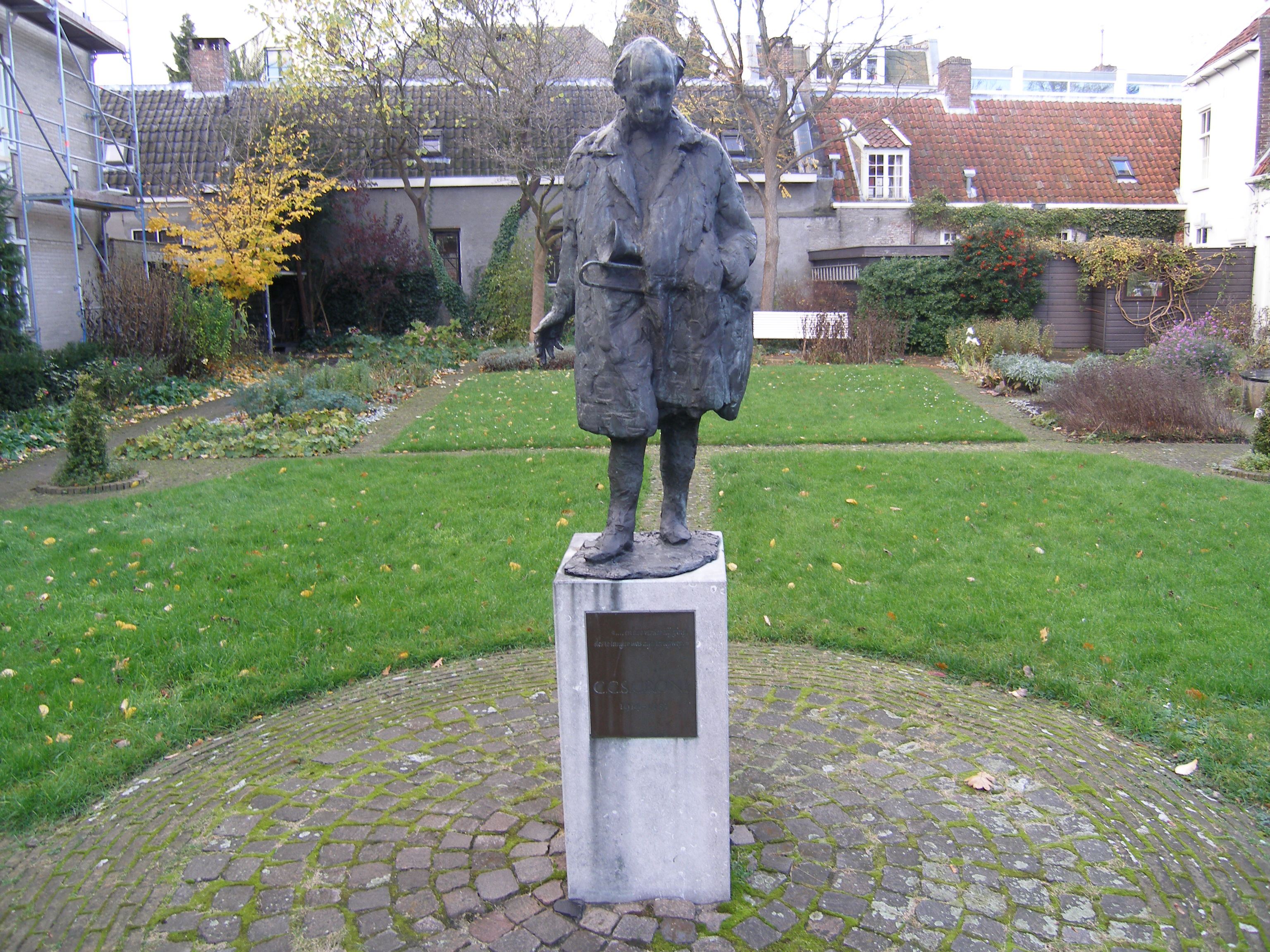
Crone (1979), Utrecht
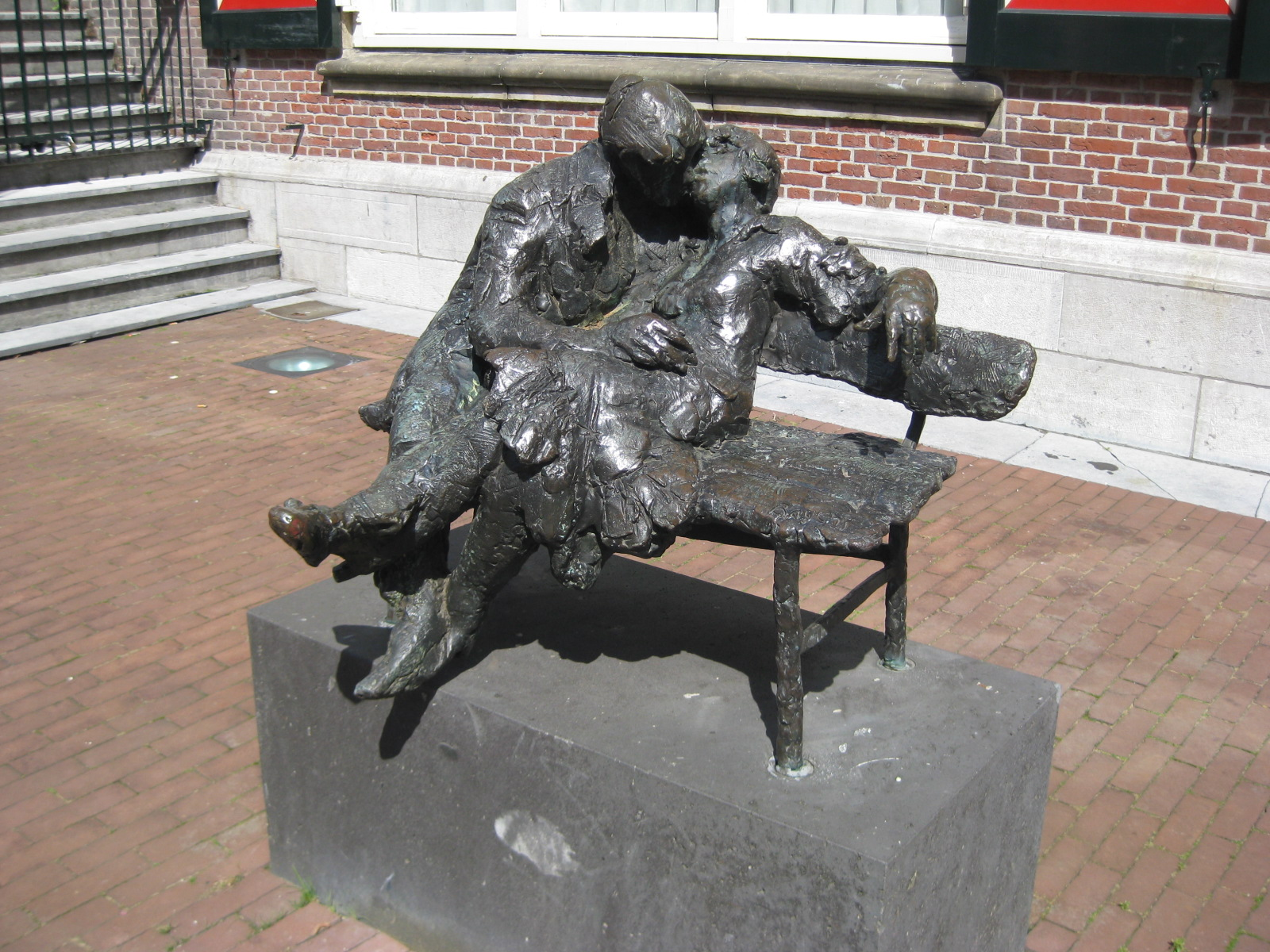
Vrijend Paar (1981), Purmerend
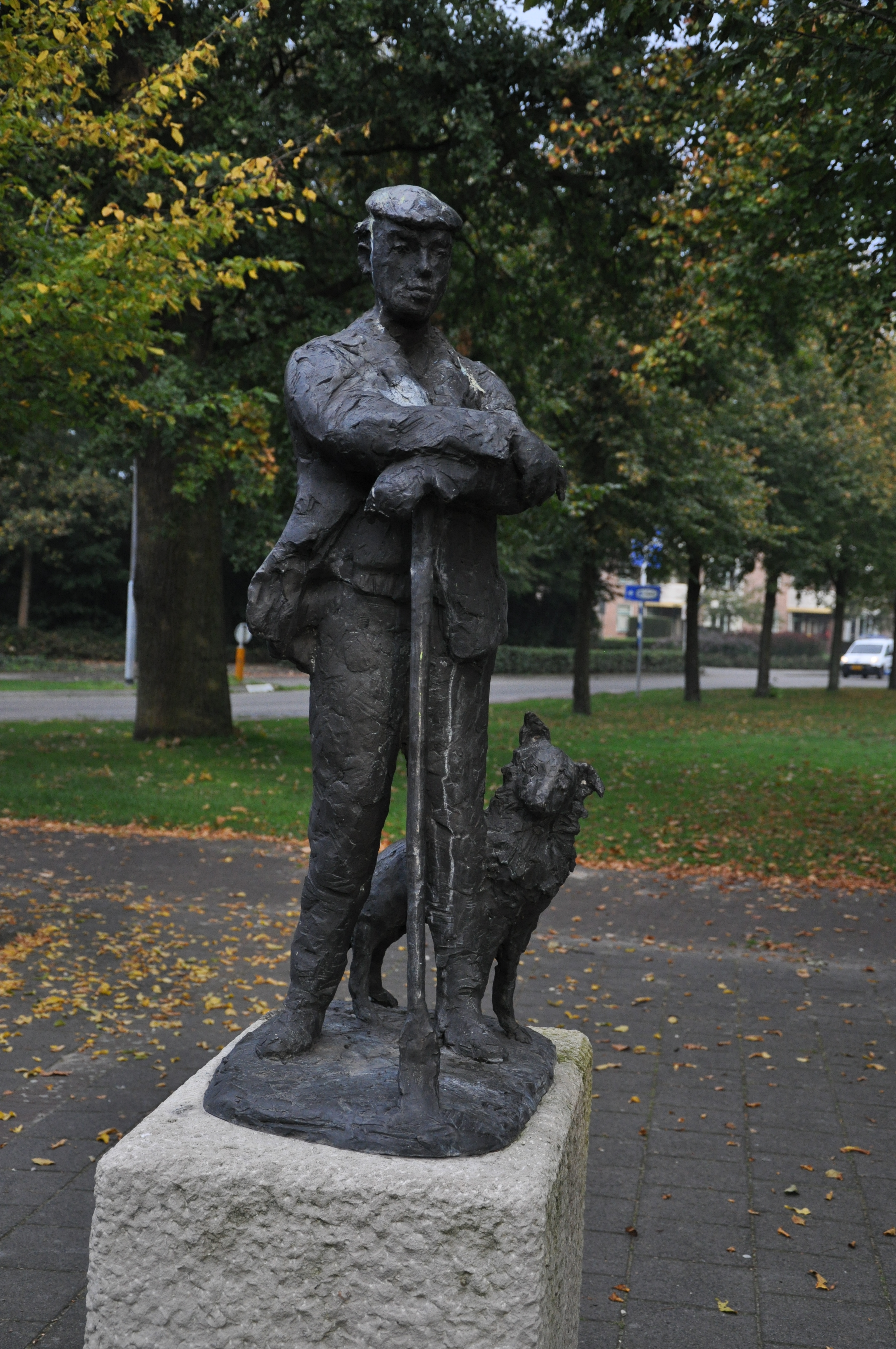
Schaapherder Teun Thijsen van de Renderklippen (1987)
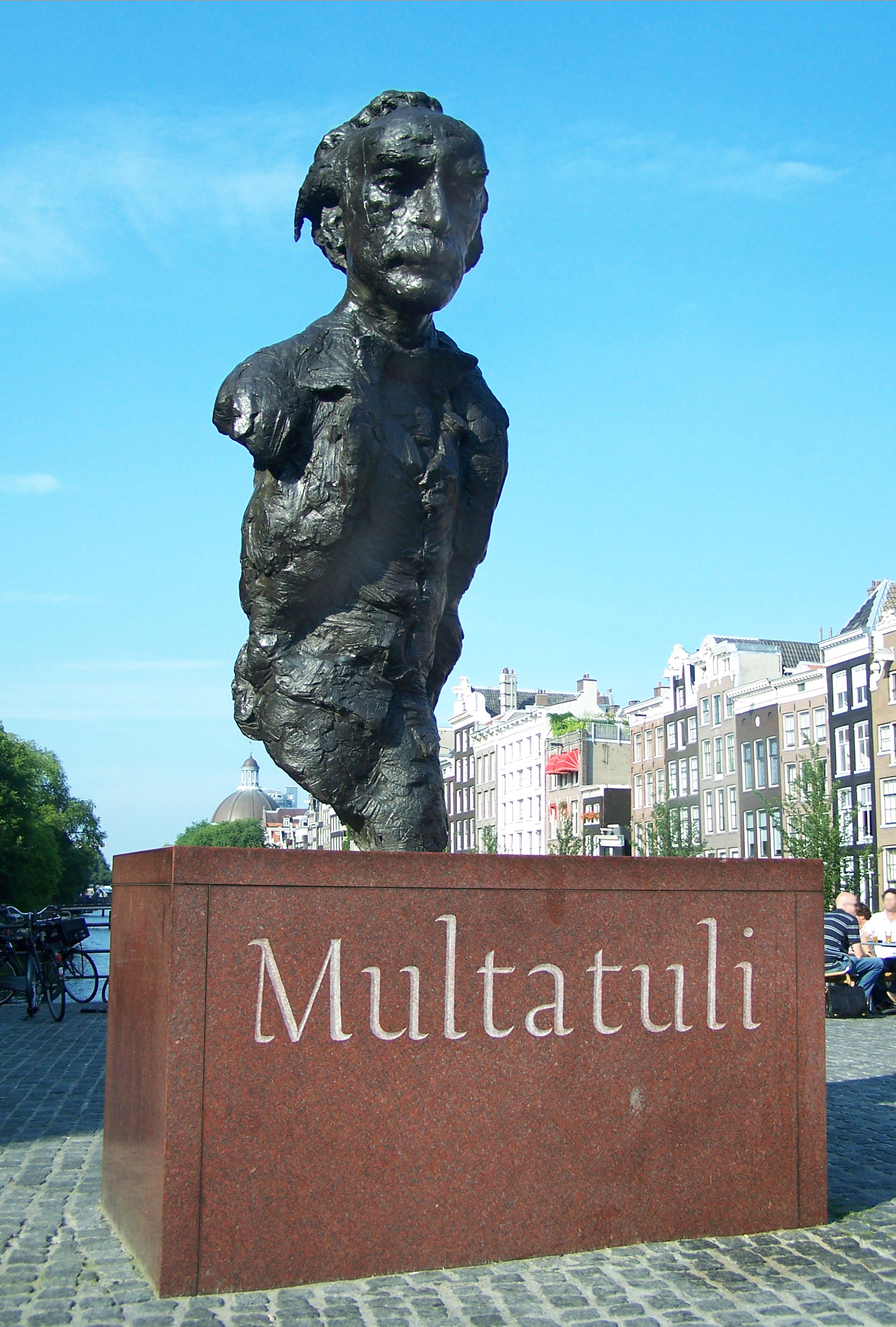
Multatuli (1987), Amsterdam
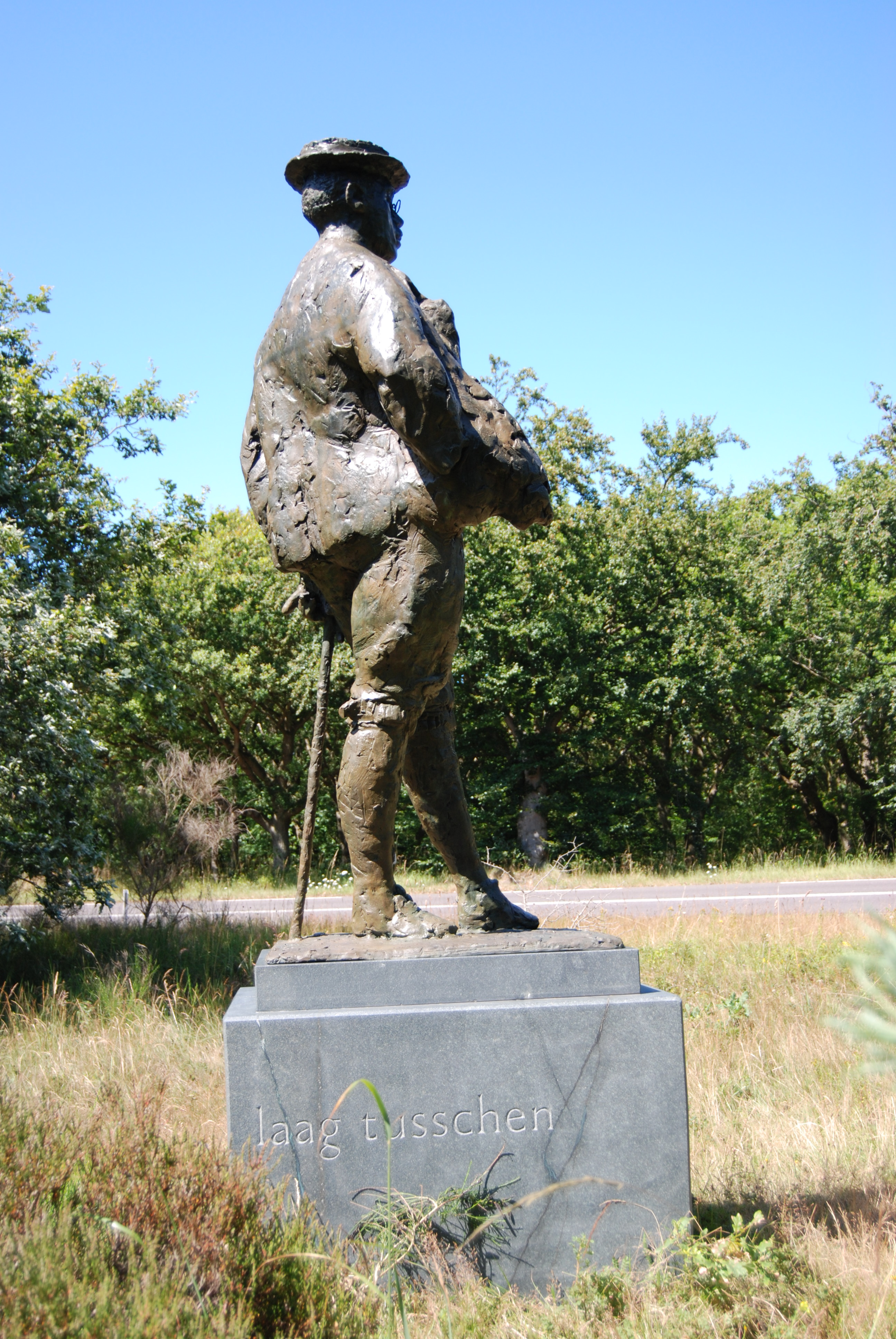
Herman Gorter (1990), Bergen aan Zee
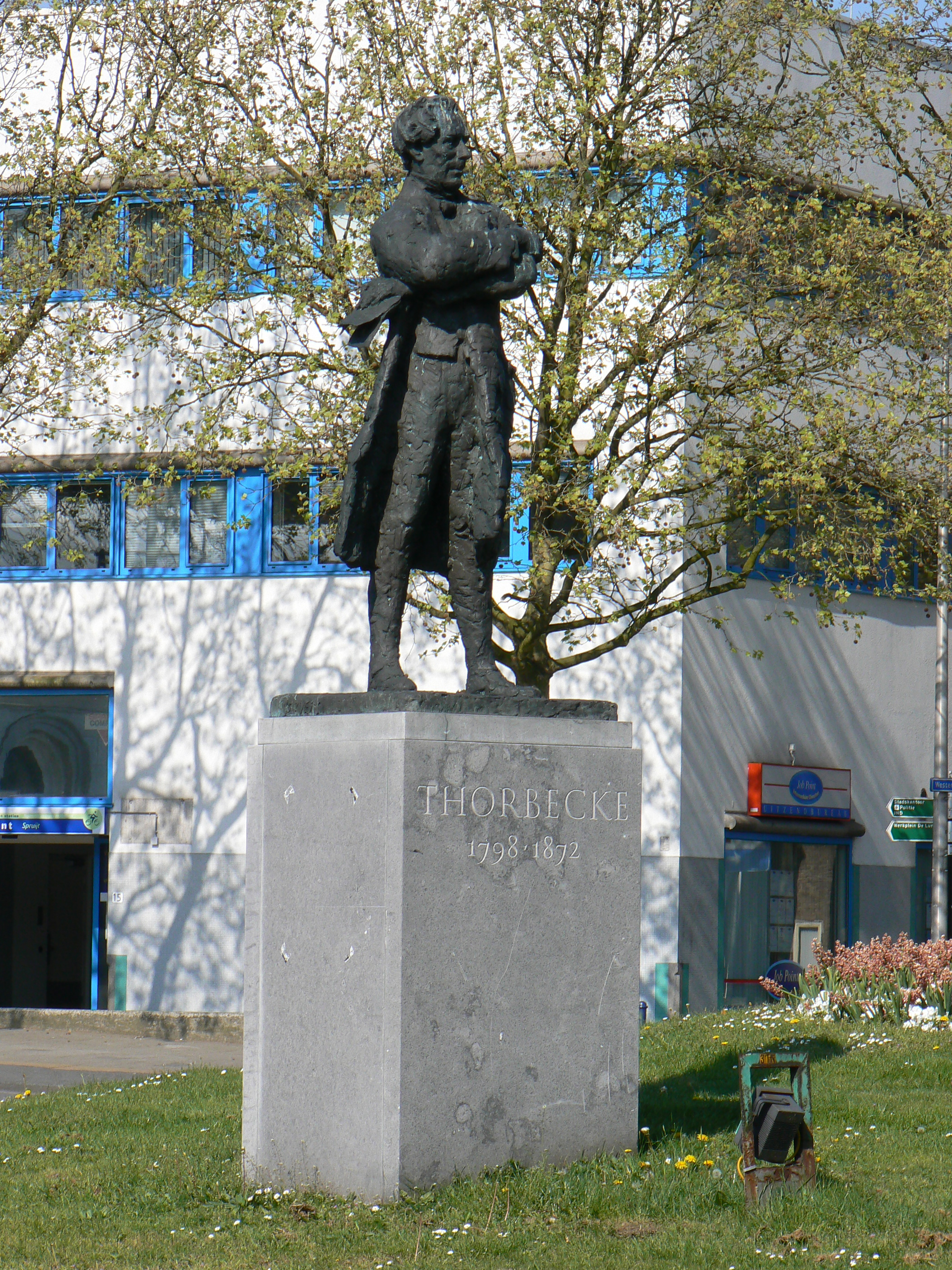
Thorbecke (1992), Zwolle
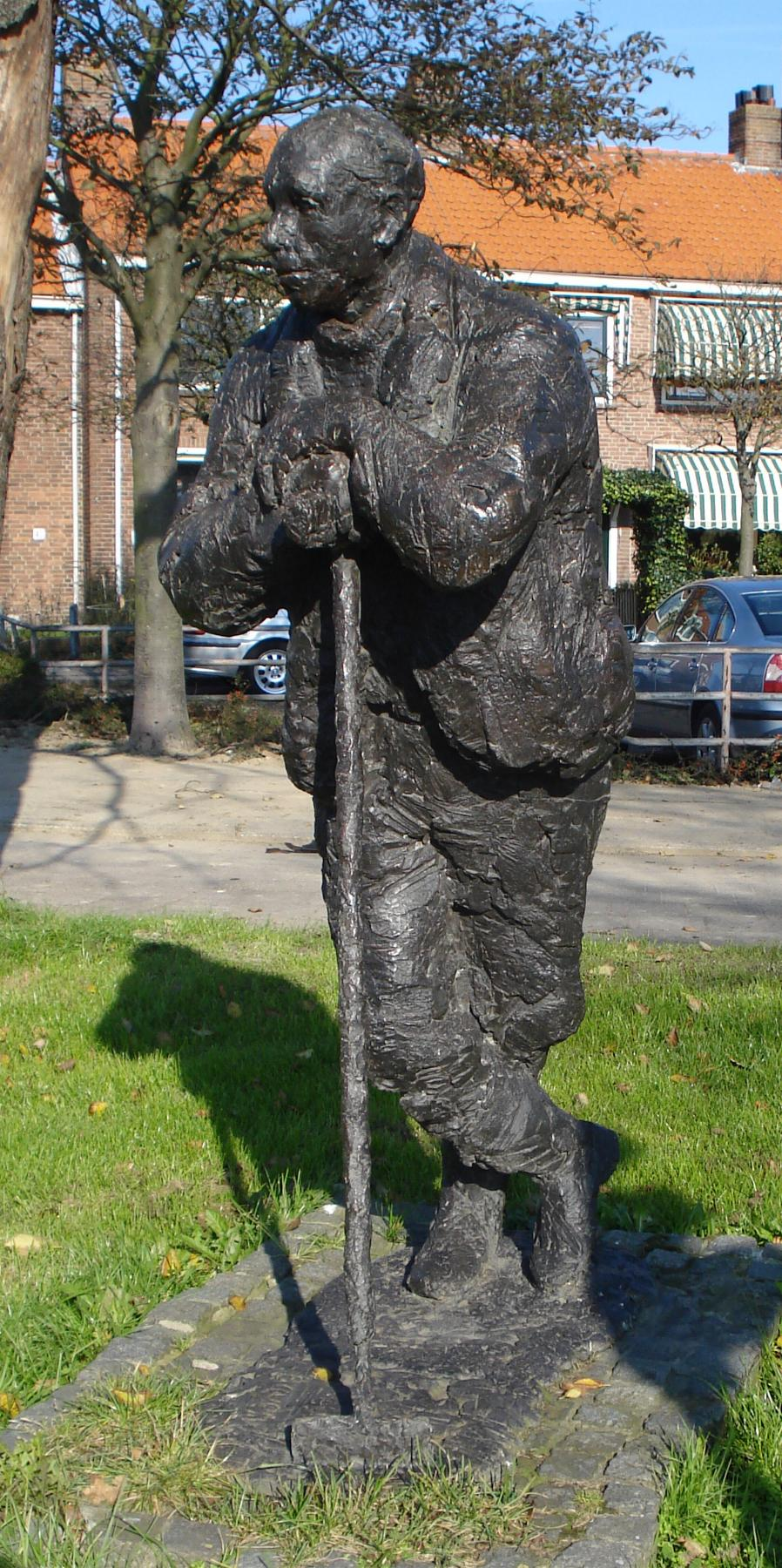
De landman (1973), Oegstgeest

## Publicaties
- Annelies Bayens (red.), Hans Bayens, een hommage, Amsterdam 2024.
- Nico Keuning, "Allemaal wereldverbeteraars. Hans Bayens in Beeld", artikel in Ons Amsterdam, september 2024, p. 6-9.
- Petra van Hulsen, "Het gaat er om iets te veroveren", interview met Hans Bayens 1996, bij tentoonstelling Het liefdevolle oog, Zutphen 2011.
- Gijsbert van der Wal, "Het verleden klinkt door in kunst Bayens", in NRC Handelsblad, 11 februari 2010.
- Annelies Bayens, "Hans Bayens. Schilder en plein air 1924-2003", Amsterdam 2004. Verschenen bij de tentoonstelling Het landschap van Bayens in Kasteel Groeneveld in Baarn, 2004.
- Robert Mens, "Is getekend: Hans Bayens", artikel in Tableau februari 2003, p. 75-79.
- Erik Ariëns Kappers en Peter Schatborn, Hans Bayens. Tekeningen van een antiquariaat, Amsterdam 2000.
- Annelies Bayens, Hans Bayens. Schetsboek, Amsterdam 1999.
- Hans Bayens, Karel Mechiels, Truusje Goedings en Antoon Erftemeijer, Bayens, Wijk en Aalburg, Pictures Publishers, 1995, 2001 tweede aangepaste druk.
- Lisette Schuitemaker, "Bayens beeltenissen", artikel in Residence februari 1995, p. 101-105.